# لاشكو
لاشكو (بالإنجليزية: Laško)‏ هي مستوطنة تقع في سلوفينيا في ستيريا (سلوفينيا). يقدر عدد سكانها بـ 3,416 نسمة ومساحتها 3.30 كم2 وترتفع عن سطح البحر 259.9 متر.